# 前545年
| 千纪： | 前1千纪 |
| 世纪： | 前7世纪 \| 前6世纪 \| 前5世纪 |
| 年代： | 前570年代 \| 前560年代 \| 前550年代 \| 前540年代 \| 前530年代 \| 前520年代 \| 前510年代 |
| 年份： | 前550年 \| 前549年 \| 前548年 \| 前547年 \| 前546年 \| 前545年 \| 前544年 \| 前543年 \| 前542年 \| 前541年 \| 前540年                                                                                    |
| 纪年： | 周靈王二十七年 魯襄公二十八年 齐景公三年 晋平公十三年 秦景公三十二年 宋平公三十一年 楚康王十五年 卫献公后二年 陈哀公二十四年 蔡景侯四十七年 曹武公十年 郑简公二十一年 燕懿公四年 吴王余祭三年 杞文公五年 |

## 大事記
- 齊國大夫慶封嗜好酒獵，委政于慶舍。慶舍喜欢盧蒲癸，盧蒲癸联络鮑氏、高氏、欒氏攻滅慶氏，攻殺慶舍。慶封逃到吳國。吳國让他居住在朱方。
- 周靈王泄心卒，子周景王貴嗣位。
- 楚康王昭卒，子麇嗣位，是為郟敖。
- 燕懿公卒，子燕簡公款嗣位。

## 出生
- 孙武，孫子兵法的作者。
- 鄧析，郑国大夫
- 顏無繇，颜回的父亲

## 逝世
- 周灵王
- 燕懿公
- 楚康王
- 屈建
- 庆舍
- 慶奊